# Pacific Nations Cup

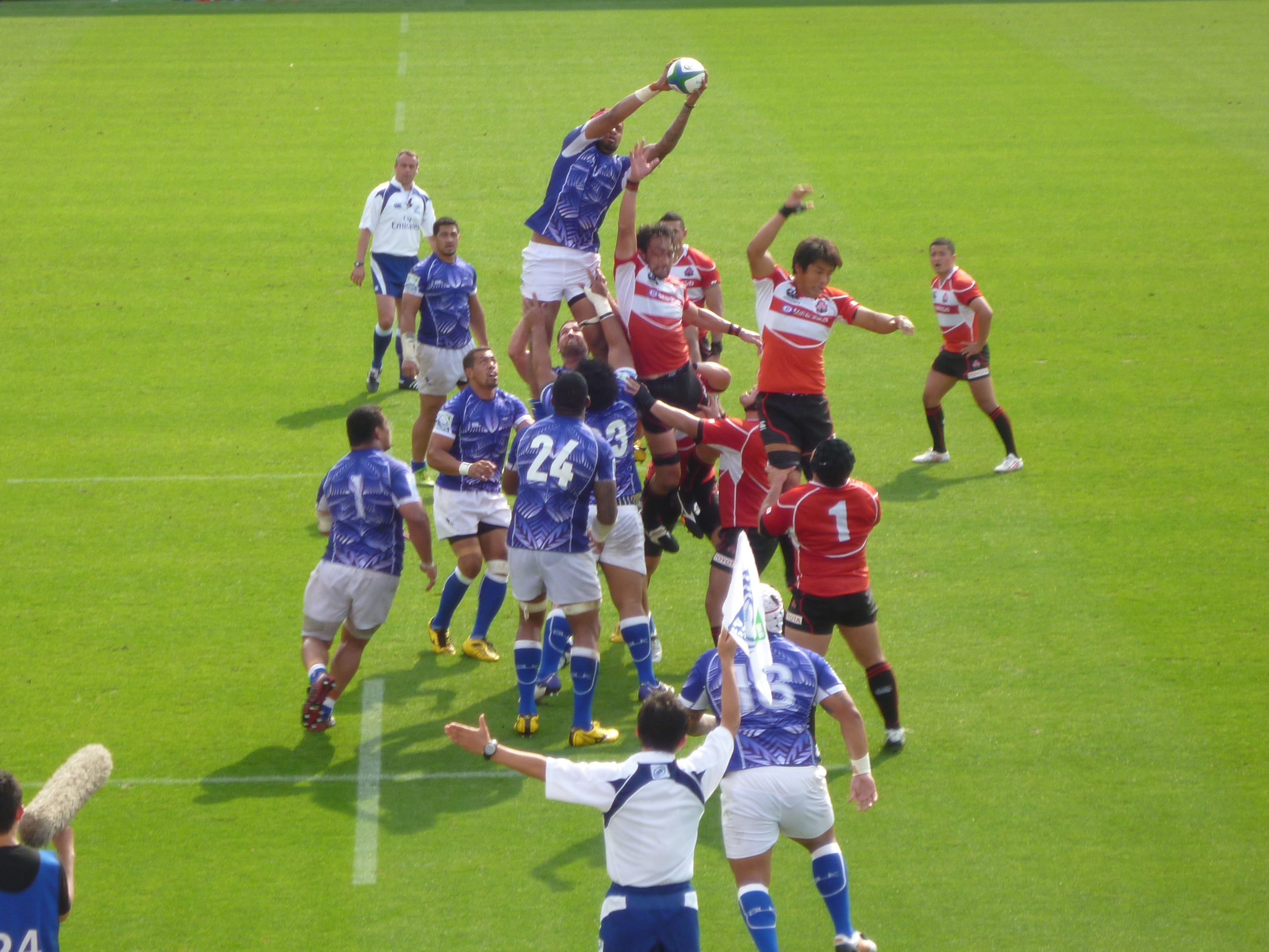
Jogo do Japão contra Samoa no estádio Chichibunomiya em 2012.

A Pacific Nations Cup é uma competição de rugby union, disputada por cinco seleções da região do Oceano Pacífico: Japão, Fiji, Samoa, Tonga e os Junior All Blacks, a seleção B da Nova Zelândia. Apenas na temporada de 2008, em vez dos Junior All Blacks, os representantes neozelandeses foram pela seleção maori.
A Pacific Nations Cup veio substituir o antigo torneio Três Nações do Pacífico, disputado até 2005 entre as seleções de segunda divisão da Oceania: Fiji, Tonga e Samoa.

## Campeões
| País                            | Títulos | Anos                    |
| ------------------------------- | ------- | ----------------------- |
| Junior All Blacks/Seleção Maori | 4       | 2006, 2007, 2008 e 2009 |
| Samoa                           | 2       | 2010 e 2012             |
| Japão                           | 1       | 2011                    |